# Aztekium ritteri
Aztekium ritteri là một loài thực vật có hoa trong họ Cactaceae. Loài này được (Boed.) Boed. mô tả khoa học đầu tiên năm 1929.

## Hình ảnh

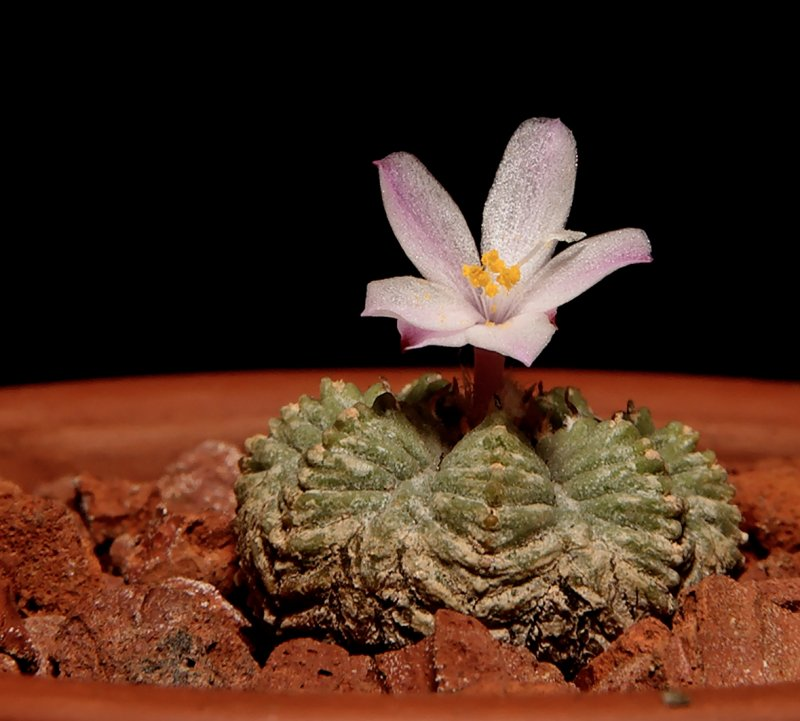
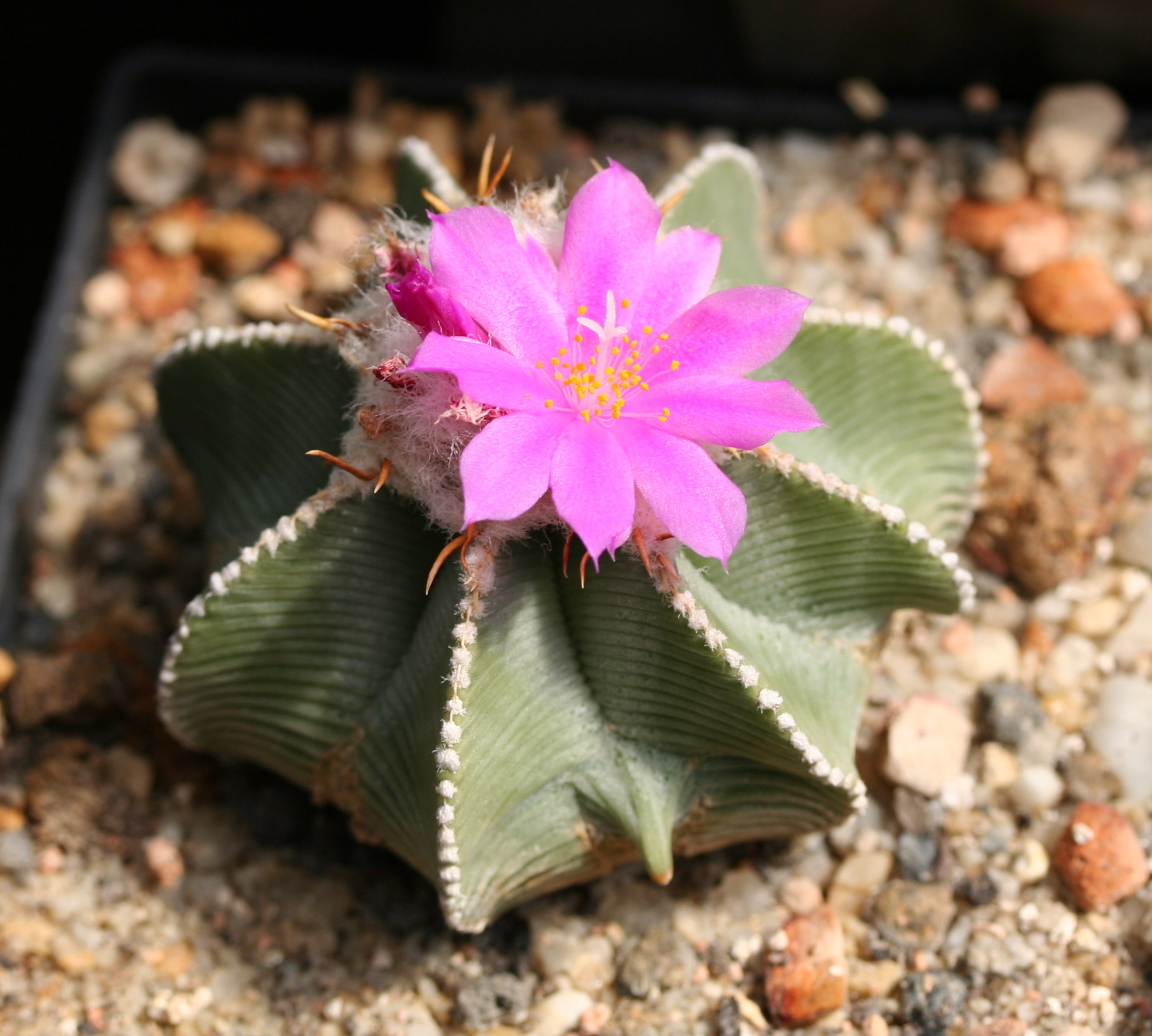
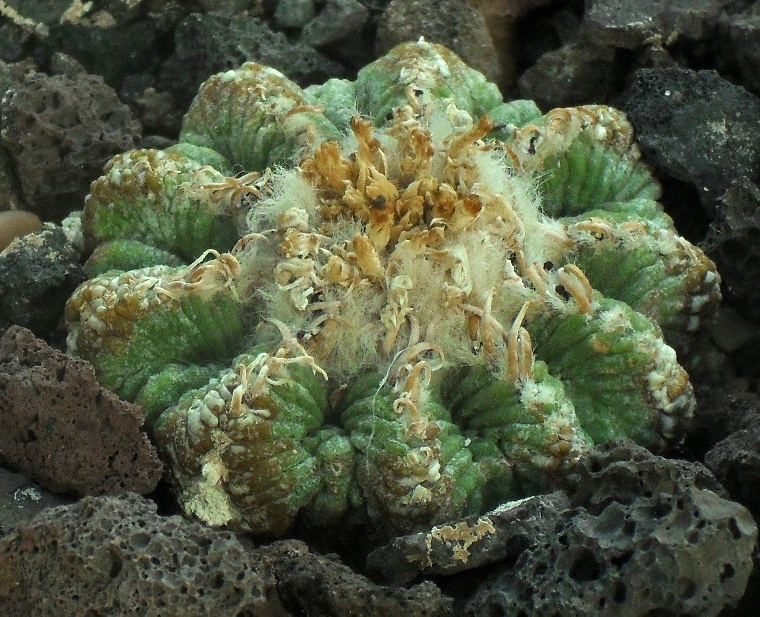